# Benoît Falchetto
 (décembre 2024).
Si vous disposez d'ouvrages ou d'articles de référence ou si vous connaissez des sites web de qualité traitant du thème abordé ici, merci de compléter l'article en donnant les références utiles à sa vérifiabilité et en les liant à la section « Notes et références ».

Falchetto, ici victorieux du Grand Prix de Nîmes en 1932.

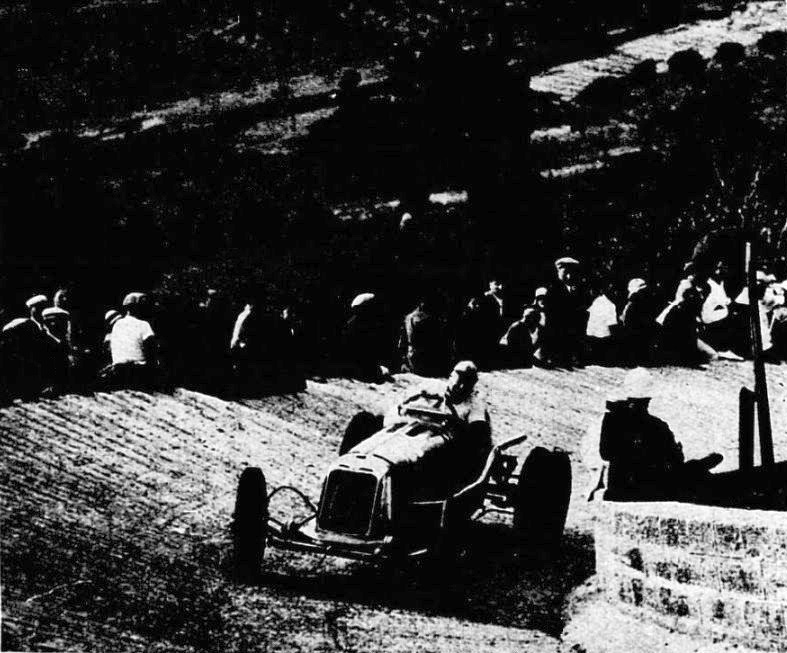
Benoît Falchetto, troisième au Mont Ventoux en 1934.

Benoît Falchetto est né de parents d'origine italienne le 8 février 1900 à Nice (Alpes-Maritimes). Il est mort le 27 décembre 1983 à Champcueil (Essonne) à l'âge de 83 ans. C'est un pilote automobile français. 

## Biographie
Il est initialement garagiste, notamment pour la marque Amilcar dont il proposa l'essai malheureux d'un modèle à acquérir par la danseuse Isadora Duncan étranglée alors par sa longue écharpe prise dans une roue. Sa carrière en compétition s'étale de 1928 (première course au Circuit de la Riviera à Cannes sur Tony Speciale 1,1 l.) à 1947 (dernières courses aux Grands Prix de Nîmes et de Belgique, sur Bugatti Type 35).
Il conduit essentiellement sur Bugatti Type 35 B et C entre 1930 et 1947, mais aussi sur Amilcar en 1931, Bugatti Type 51 en 1933, ainsi que Maserati 8CM et Tipo 26 M en 1934 et 1935. Il interrompt volontairement sa carrière de 1936 à 1939, la reprenant sur Darl'mat-Peugeot puis Bugatti Type 35 pour deux années de plus juste après la guerre.
En 1933 il s'associa au pilote suisse Louis Braillard, alors récent vainqueur du Grand Prix d'Albi sur Bugatti Type 51 privée, pour fonder l'Écurie Braillard (sl) financée par la sœur de ce dernier Nelly, dont il défend les couleurs jusqu'en 1935. En 1934 la seconde Maserati 8CM du team est confiée à Robert Brunet, en lieu et place de Braillard. Raymond Sommer, l'américain Pete DePaolo et José Scaron pilotent également à un moment ou un autre pour cette équipe, qui remporte 2 courses avec Falchetto en 23 apparitions sur plus de deux saisons.
Benoît Falchetto disputa près d'une trentaine de courses en carrière.
Durant la seconde Guerre Mondiale, Benoît eut une activité dans la Résistance : il est enregistré à ce titre dans la Base des Résistants du site "Mémoire des Hommes" du Ministère des Armées Français : Service historique de la Défense, Vincennes GR 16 P 215166.

## Palmarès
Grand Prix (5, hors championnat d'Europe)
- 1931: vainqueur du Grand Prix de Genève, sur Amilcar <1,1 l
- 1931: vainqueur du Circuit du Vaucluse, sur Amilcar 1,5 l[5].
- 1932: vainqueur du Grand Prix de Nîmes, sur Bugatti Type 35B
- 1932: vainqueur du Grand Prix d'Antibes, sur Bugatti Type 35B (meilleur tour)
- 1934: vainqueur du Grand Prix de Picardie, sur Maserati 8CM
- 1934: vainqueur du Grand Prix de l'UMF, sur Maserati 8CM[6]
- 2e en classe <1,1 l du Grand Prix d'Alexandrie 1931, sur Amilcar
- 2e du Grand Prix de Vichy 1934, sur Maserati
- 3e du Circuit d'Esterel Plage 1931 sur Amilcar <1,1 l
- 3e du Grand Prix de la Baule 1932 et 1933, sur Bugatti Type 35B
- 3e du Grand Prix d'Albi 1933, sur Bugatti Type 35B
- 4e du Grand Prix de Casablanca 1932, sur Bugatti Type 35B
- 4e du Grand Prix du Comminges 1932 et 1934, sur Bugatti Type 35B puis Maserati 8CM
- 4e du Grand Prix de Pau 1935, sur Maserati 8CM
- 5e du Grand Prix de Tunisie 1933, sur Bugatti Type 35B
- 5e de la Coupe de la Méditerranée 1946, sur Darl'mat-Peugeot[7]
- 6e du Grand Prix d'Oranie 1932, sur Bugatti Type 35B
- 6e de la seconde course du Grand Prix de Lorraine 1932, sur Bugatti Type 35B

Course de côte:
- 1932: vainqueur à Bellevue (Moulins en Avignon), sur Bugatti 2,3 l[8]